# Sam Salz
Sam Salz (* 12. März 1894 in Radomyśl Wielki, Galizien; † 21. März 1981 in New York City) war ein amerikanischer Kunsthändler, Kunstsammler und Mäzen.

## Leben
Sam Salz kam 1894 im galizischen Radomysl Wielki zur Welt. Mit 17 Jahren ging er nach Wien, um an der Akademie der bildenden Künste Wien Malerei und Kunstgeschichte zu studieren. Während des Ersten Weltkrieges diente er in der österreichischen Armee. Nach dem Krieg ging Salz nach Paris um sein Kunststudium wieder aufzunehmen. Schon nach kurzer Zeit gab er dieser Plan wieder auf und begann im Kunsthandel zu arbeiten. Er freundete sich mit dem Kunsthändler Gaston Bernheim-Jeune an und arbeitete für Ambroise Vollard.
Anfang der 1920er Jahre eröffnete Salz eine Galerie in Köln und verkaufte Werke von Marc Chagall, Hans Arp, Georges Braque und James Ensor. Von 1926 bis 1930 arbeitete er in Brüssel und war anschließend bis Ende der 1930er Jahre in Paris und London tätig. Er erwarb Kunstwerke direkt von Künstlern wie André Derain, Maurice de Vlaminck, Édouard Vuillard, Pierre Bonnard und lernte die Maler Chaim Soutine, Pablo Picasso, Henri Matisse persönlich kennen. In dieser Zeit entstanden verschiedene Porträts von Sam Salz, wie ein Aquarell von James Ensor, ein Pastell von Édouard Vuillard und eine Fotografie von August Sander.
Nachdem Salz 1936 ein erstes Mal die Vereinigten Staaten besucht hatte, ließ er sich 1938 ganz in New York nieder. Nach dem Zweiten Weltkrieg war er an der Rückführung von geraubten Kunstwerken beteiligt. Zurück in New York begann er sich auf die Kunst des Impressionismus zu spezialisieren. Er verkaufte fortan Kunstwerke von Pierre-Auguste Renoir, Paul Cézanne, Edgar Degas, Camille Pissarro, Claude Monet, Édouard Manet, Alfred Sisley und Henri de Toulouse-Lautrec. Hierbei nutzte er keine Galerie, sondern bat potentielle Käufer in sein Privathaus in der 76th Street, in dem er Besuchern auch seine private Kunstsammlung zeigte.
Zu seinen Kunden gehörten Museen und namhafte Sammler wie Albert C. Barnes, Paul Mellon, Henry Ford II, David Rockefeller und William S. Paley. Hinzu kamen Persönlichkeiten vom Film wie Greta Garbo, Orson Welles, Billy Wilder, Kirk Douglas und Edward G. Robinson. Weiteren Kunden waren der mit Salz befreundete Erich Maria Remarque und der Pianist Vladimir Horowitz. Zudem verband Salz eine Freundschaft mit Diego Rivera.
Er schenkte mehreren Institutionen Kunstwerke. So erhielt das Israel-Museum in Jerusalem eine Grafik von Paul Gauguin, der Louvre in Paris Édouard Manets Gemälde Der Spargel, das Art Institute of Chicago das Gemälde Jungfrau und Kind mit Heiliger Elisabeth und Johannes der Täufer als Kind von Jacques Blanchard, das Metropolitan Museum of Art in New York Claude Monets Gemälde Eiche im Wald von Fontainebleau und das Museum of Modern Art das Gemälde Abendessen sowie Zeichnungen von Édouard Vuillard und die Skulptur Der Leibeigene von Henri Matisse. Darüber hinaus erhielt das Weiße Haus in Washington für seine Kunstsammlung das Gemälde The Declaration of Independence of the United States of America, July 4, 1776 von Charles Édouard Armand-Dumaresq.
Salz war in erster Ehe mit der Tänzerin Marina Franca verheiratet. Aus dieser Ehe stammen die Söhne Marc und Andre. In zweiter Ehe heiratete er Janet Reisner Traeger. Er starb 1981 im Alter von 87 Jahren in New York.

## Galerie

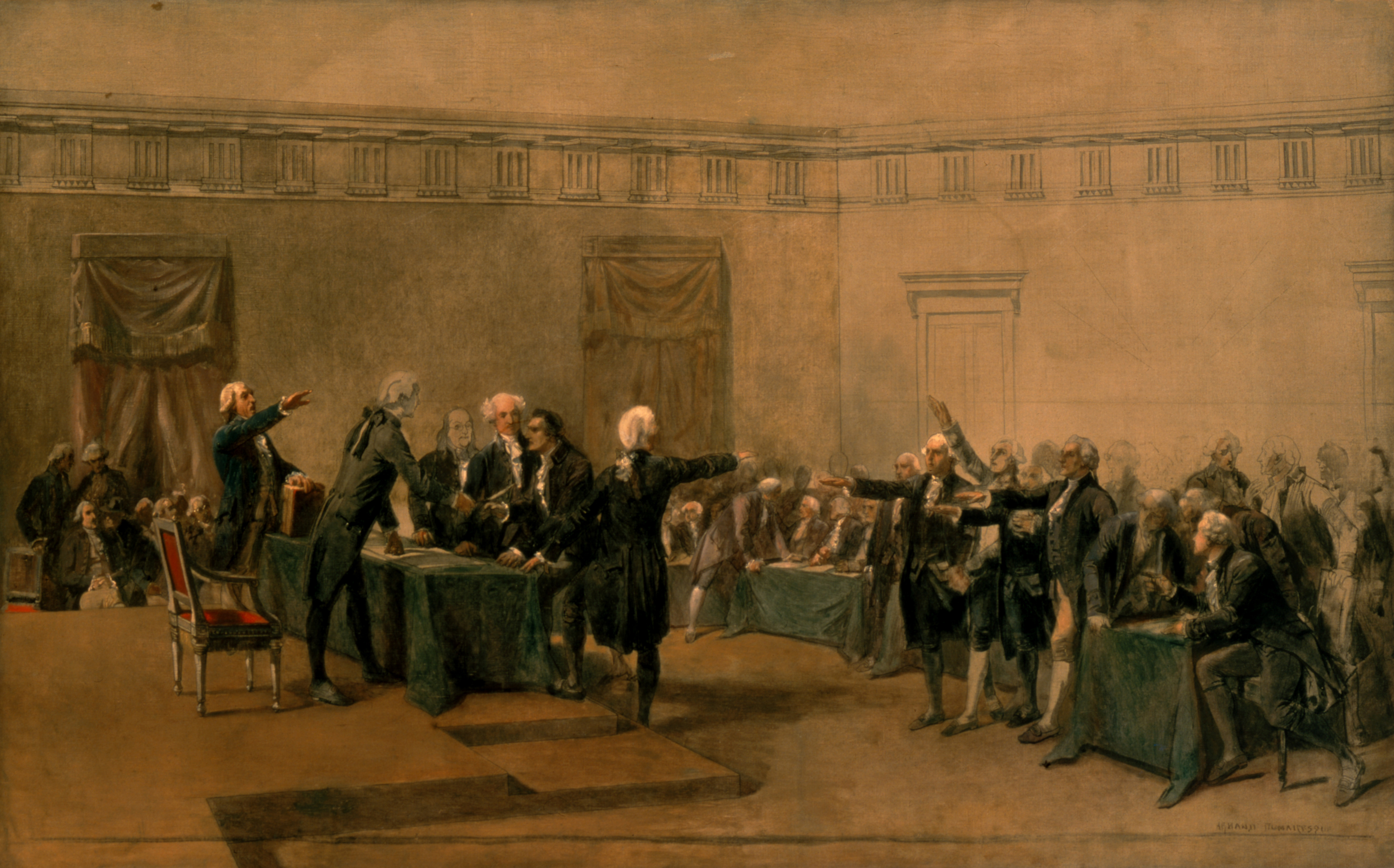
Armand-Dumaresq: Unterzeichnung der amerikanischen Unabhängigkeitserklärung am 4. Juli 1776, ca. 1873. Schenkung von Salz an das Weiße Haus
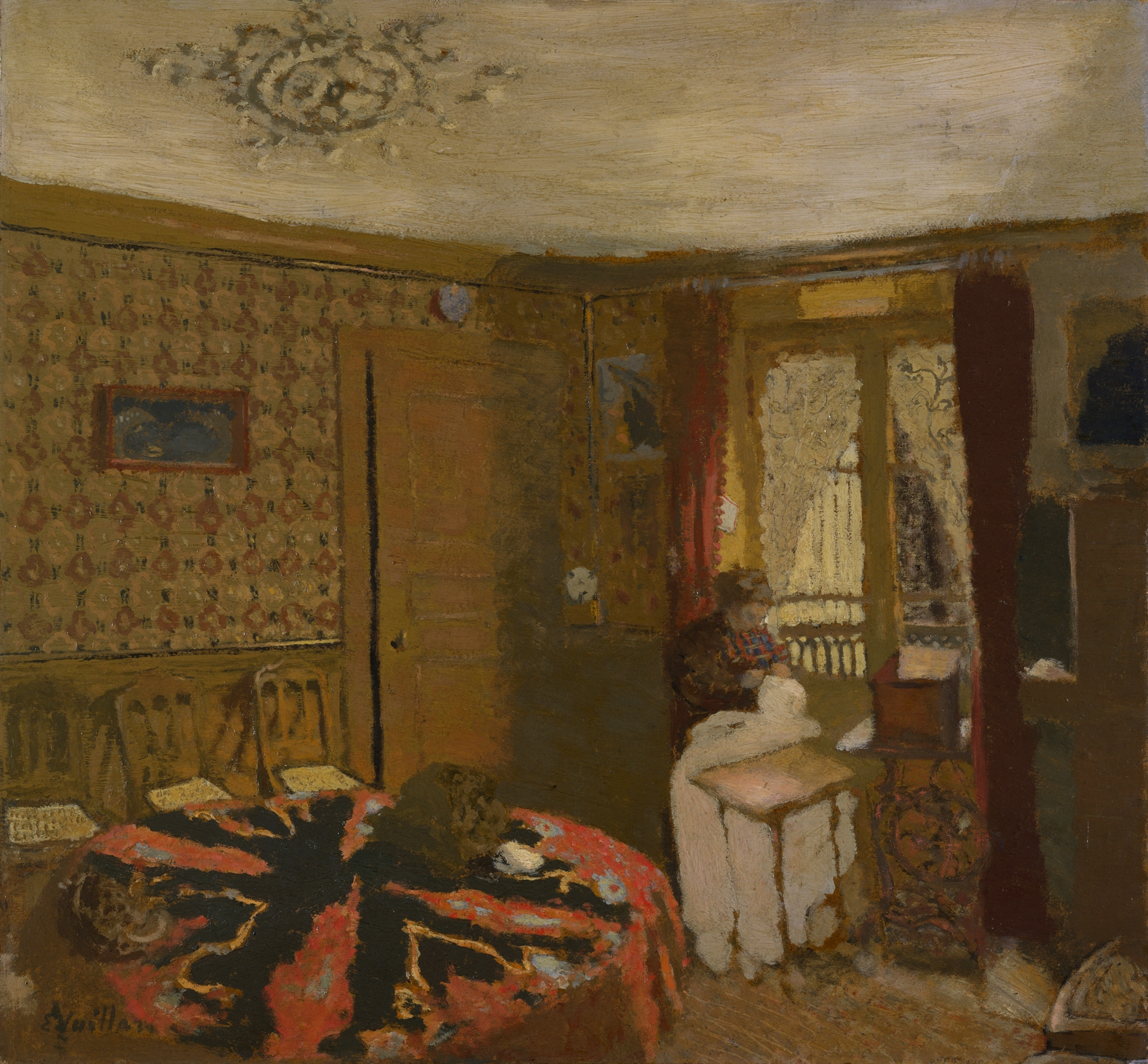
Édouard Vuillard: Mme Vuillard nähend am Fenster, rue Truffaut, ca. 1899. Zeitweise im Kunsthandel von Sam Salz
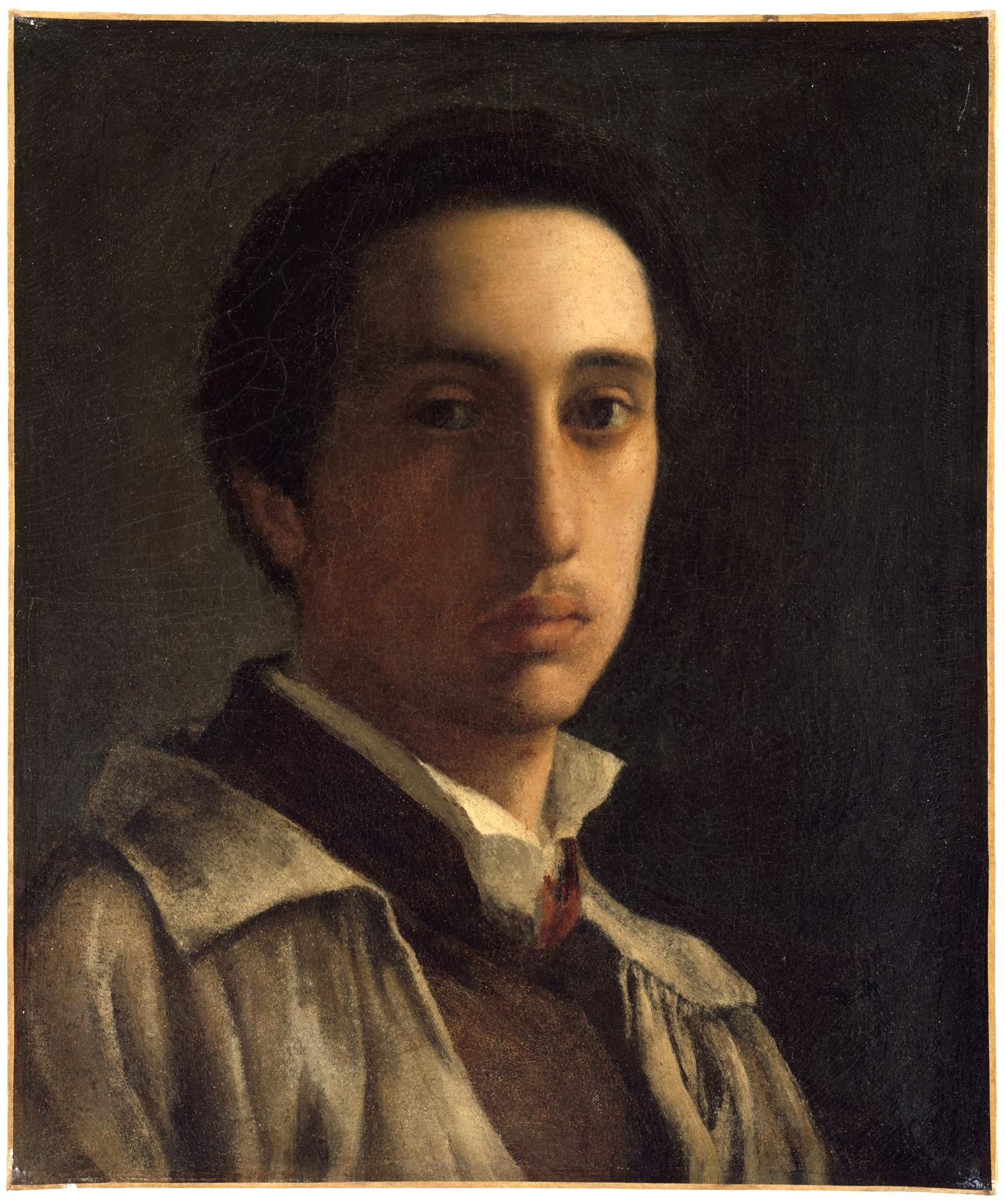
Selbstbildnis von Edgar Degas, ca. 1855. Durch Sam Salz 1950 veräußert
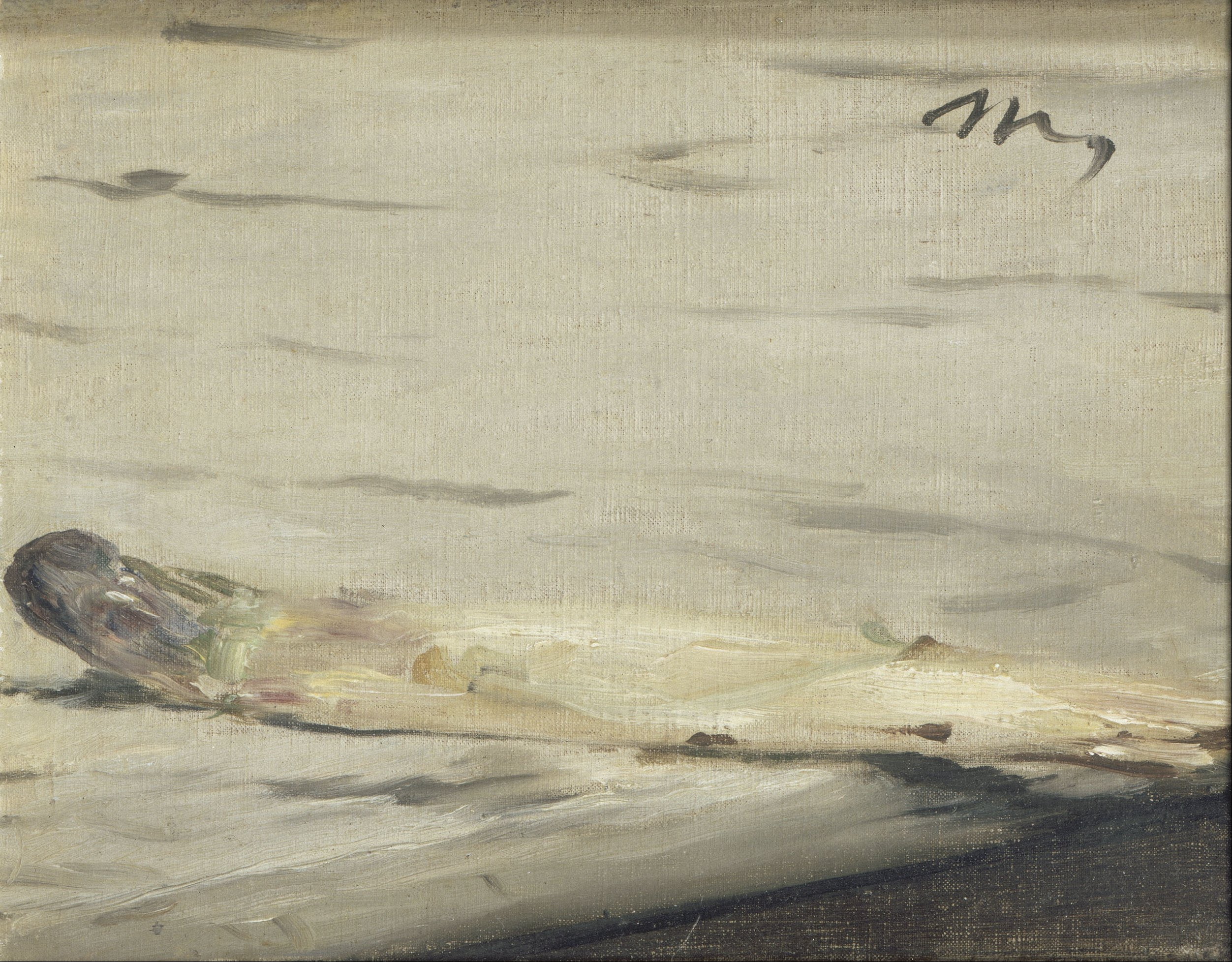
Édouard Manet. Der Spargel. Durch Sam Salz 1959 dem Musée d’Orsay geschenkt
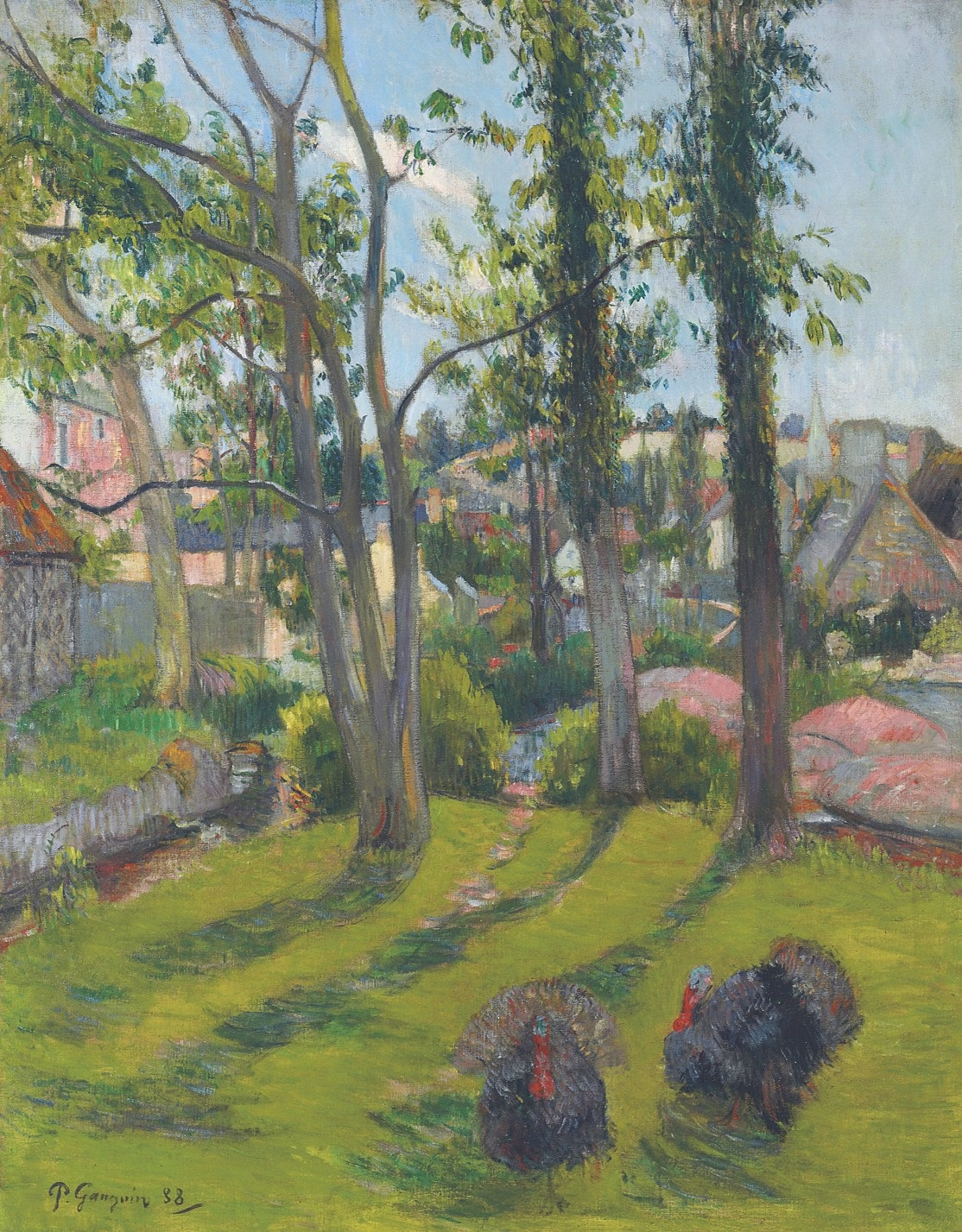
Paul Gauguin: Die Truthähne, Pont-Aven (1888). In den 1950ern im Besitz von Sam Salz
Camille Pissarro: Der Obstgarten, 1872. 1959/1960 von Sam Salz gehandelt